# Travisia amadoi
Travisia amadoi är en ringmaskart som beskrevs av Elias, Bremec, Lana och Orensanz 2003. Travisia amadoi ingår i släktet Travisia och familjen Opheliidae. Inga underarter finns listade i Catalogue of Life.